# Eric Ter
Eric Ter est né en 1952 à Paris dans le 15e arrondissement. Eric compose écrit et joue de la guitare. Il a également enregistré et produit lui-même plusieurs de ses albums. Sur scène, Eric chante en anglais ou parfois en français, d’une voix légèrement rocailleuse, tandis qu’il joue de la guitare, de l’harmonica voire du dobro. Il laisse cependant la part belle aux improvisations à la guitare, laquelle reste dominante dans ses albums ou encore sur scène. Son style se définit comme un mélange de blues, aux accents funky voire rock, flirtant parfois vers le folk quand il joue en acoustique.
Eric se présentera sous le pseudo « Eric Sirkel » pour ses 3 premiers albums, avant de s’appeler Eric T. puis E.T et enfin retrouver son véritable nom Eric Ter en 1998.
Eric va enregistrer 17 albums dont 11 seront autoproduits. En 2007 Eric remporte le Prix spécial de la SACEM du Festival Blues sur Seine.

## Biographie

### Les débuts
Eric commence à jouer de la guitare dès l'âge de 10 ans dans les années 1960. À cette époque il joue régulièrement le mardi soir sur la « scène ouverte » du « Hootenanny » du Centre américain (Boulevard Raspail à Paris) où il croise entre autres Maxime Le Forestier, Dick Annegarn, Alan Stivell ou Marcel Dadi. 
 À cette époque Eric va assister à trois concerts à l’Olympia - Jimi Hendrix, Bob Dylan et Frank Zappa – lesquels vont le marquer à vie.

### Royaume-Uni
Son parcours musical débute officiellement en 1976 alors qu’il est parti au pays de Galles pour enregistrer son premier album intitulé « Sirkel & Co » au Rockfield Studios de Dave Edmunds. Le disque est produit par Robin Millar (en). Quelques musiciens anglais prestigieux du moment l’accompagnent, dont Ronnie Leahy aux claviers, Colin Allen (en) à la batterie et Mick Taylor qui vient de quitter les Rolling Stones. Ce dernier le rejoint au studio Olympic à Londres, pour y jouer sur quatre morceaux.

### France
Son deuxième album “Vertige” sort également sous le nom de Sirkel & Co en 1978 chez TREMA, et par conséquent les paroles sont en français. Mais déçu par le manque de promotion il décide de partir à New York où il retrouve son ami Marc Frentzel, batteur de son état.

### États-Unis
Nous sommes en 1980. Eric décide de former un groupe avec Marc Frentzel, Jo Leb et Jacques Grande ces deux derniers respectivement chanteur et bassiste du groupe de rock français Les Variations. Mais l’aventure ne dure pas bien longtemps. Eric travaille donc son prochain album "This Chance" qu’il produit et sort en 1981.
Il restera aux États-Unis jusqu’en 1994 et enregistrera 5 albums pendant cette période durant laquelle il travaillera dans un studio d’enregistrement pour la réalisation d’albums d’artistes américains.
Après quelques déconvenues tels que le braquage de son studio et une séparation avec sa seconde épouse américaine Eric décide de rentrer en France.

### France
Eric enregistre un nouvel album éponyme qu’il produit et sort en 1995 sous les initiales E.T. Huit des quatorze titres sont chantés en français.
Suivront trois autres albums auto produits : Yeah ! Grandeur et Mystères et New Funky Folks.
Puis en 2003 l’album Barocco est enregistré et sera produit par Debercy/Socadisc. En 2006 Eric auto produit à nouveau « Guitare Blues » avant de signer chez Bluesiac. Deux disques vont être produits sous ce label : « Chance » aux tendances funky et blues avec quelques accents electro, tandis que « Nu-Turn » sonne plus dépouillé et acoustique. Eric explique ainsi cet album « Quand il a fallu trouver un titre générique, Nu-Turn s’est imposé. Nu-Turn signifie nouveau départ, un peu demi-tour (U-Turn). C’était un double sens amusant, et il faisait sens et marquait une rupture par rapport à l'album précédent. »
“Soundscape Road” est sorti le 12 mars 2013 chez DixieFrog, label principalement orienté vers le Blues. 
Eric Ter sort ensuite simultanément deux albums studio en 2018 sur le nouveau label Chic Parisien intitulés "Play It Up!" (en anglais) et "Voisine (en français). 
En 2020 il publie en téléchargement un troisième album sur le label Chic Parisien.
Pour ses 70 ans, Eric sort l'album "Cousu d'Or".